# Slovenské aerolinie
Slovenské aerolinie, a. s. (Slovenské aerolínie) byla slovenská letecká společnost se sídlem v Bratislavě a slovenský národní dopravce. Jeho hlavní základna byla na letišti M.R. Štefánika v Bratislavě. Společnost ukončila činnost v únoru 2007.

## Historie
Slovenské aerolinie byly založeny dne 24. června 1995 a svou činnost zahájily v květnu 1998. Společnost založil Viliam Veteška a skupina soukromých investorů. V lednu 2005 získala společnost Austrian Airlines ve firmě majoritní podíl (62%). 30. ledna 2007 byly zrušeny všechny pravidelné linky společnosti, zároveň si Austrian Airlines vzala zpět dvě letadla. Společnost 2. března 2007 podala návrh na konkurz. Velkou část zaměstnanců zaměstnala slovenská charterová letecká společnost Seagle Air.

## Destinace
V letní sezóně roce 2006 létaly Slovenské aerolinie do těchto destinací

Z Bratislavy: Brusel, Moskva-Šeremetěvo
V letní sezóně roce 2006 létaly Slovenské aerolinie i charterové lety do těchto destinací

Z Bratislavy: Burgas, Larnaka, Hurghada, Šarm aš-Šajch, Heraklion, Chania, Karpathos, Korfu, Kos, Rhodos, Soluň, Akaba, Tivat, Palma de Mallorca, Monastir, Antalya, Dalaman

Z Košic: Burgas, Hurghada, Heraklion, Chania, Korfu, Kos, Rhodos, Soluň, Tivat, Antalya

## Flotila

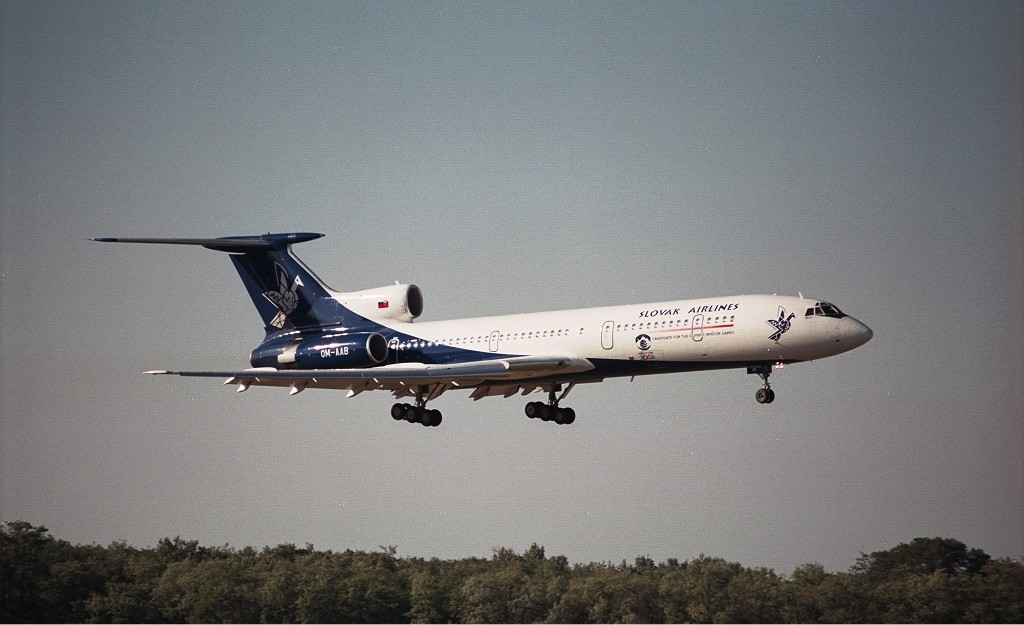
Tupolev Tu-154M-100 (OM-AAB) Slovenské aerolinií

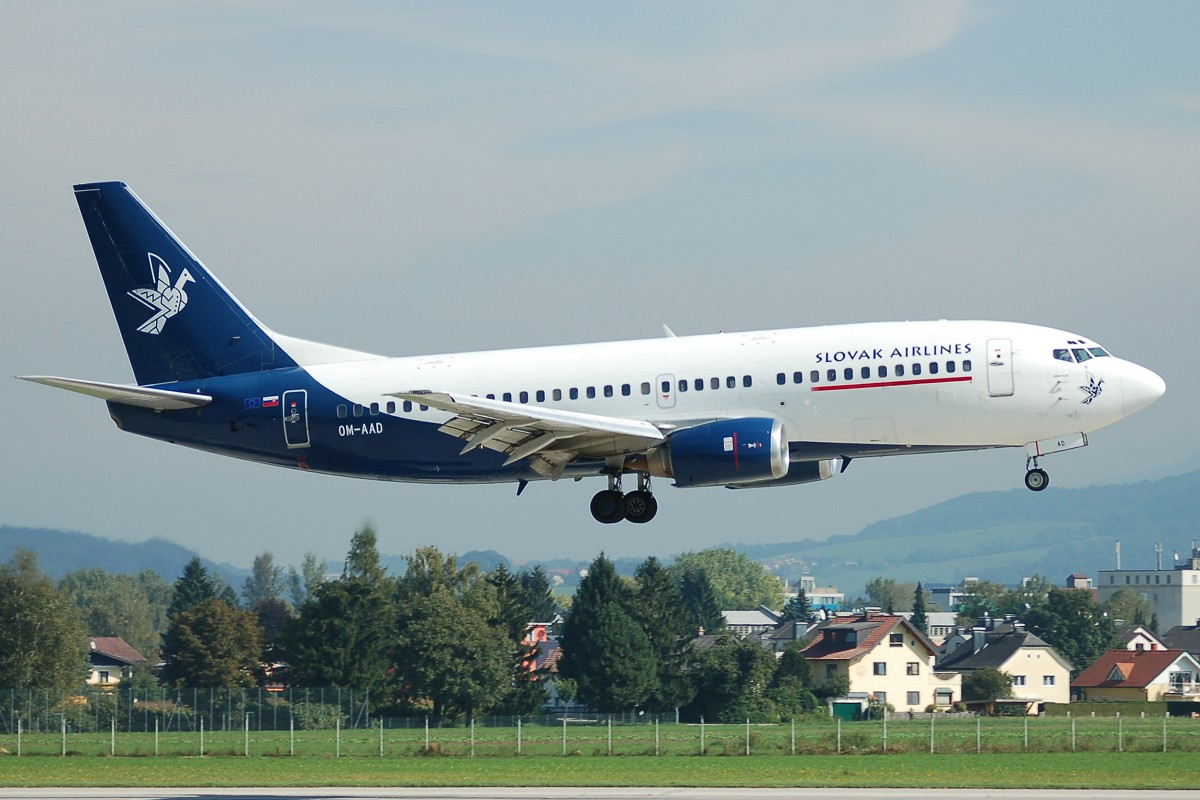
Boeing 737-300 (OM-AAD)

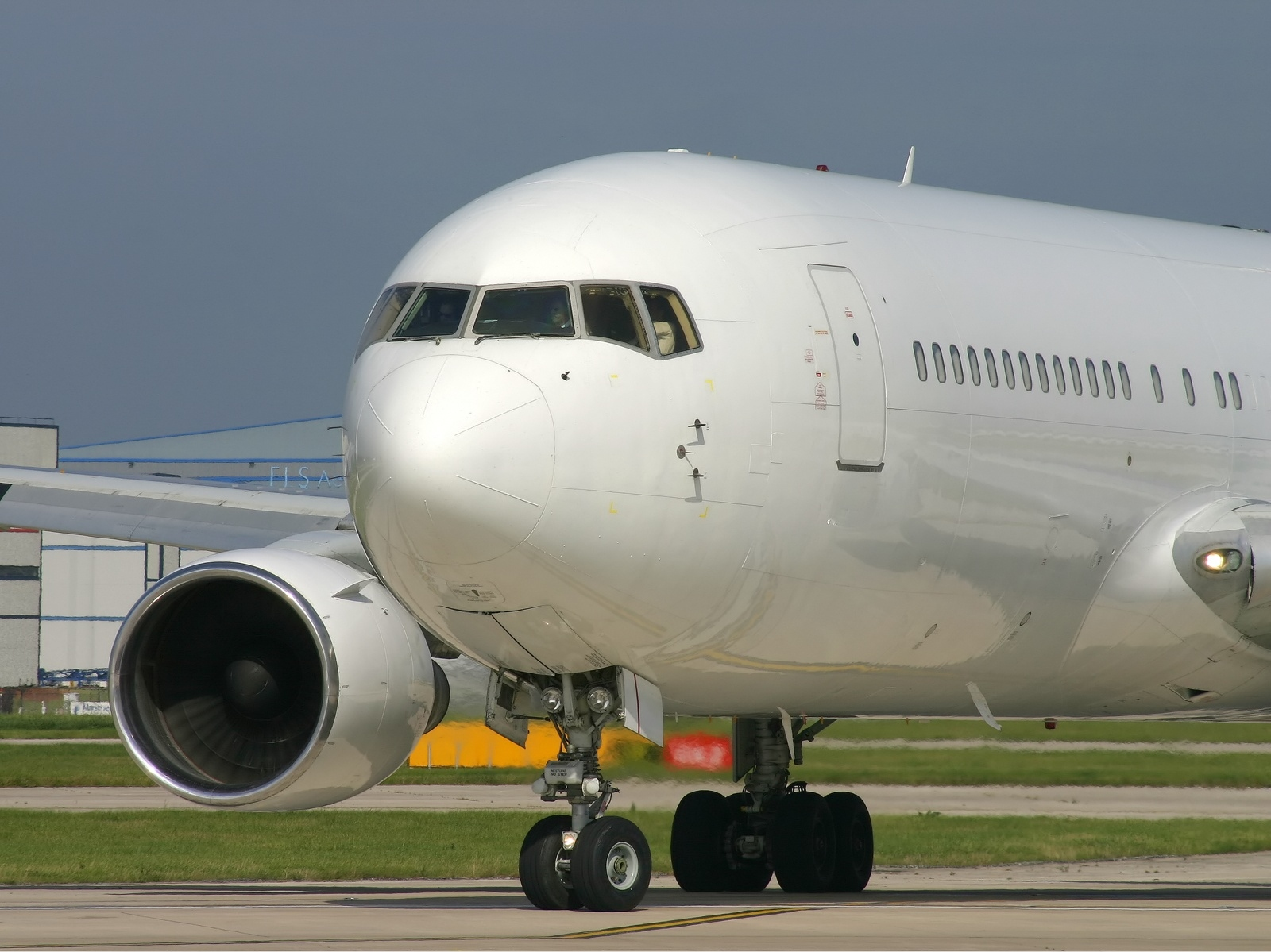
Boeing 767-200ER (OM-NSH) Slovenské aerolinií

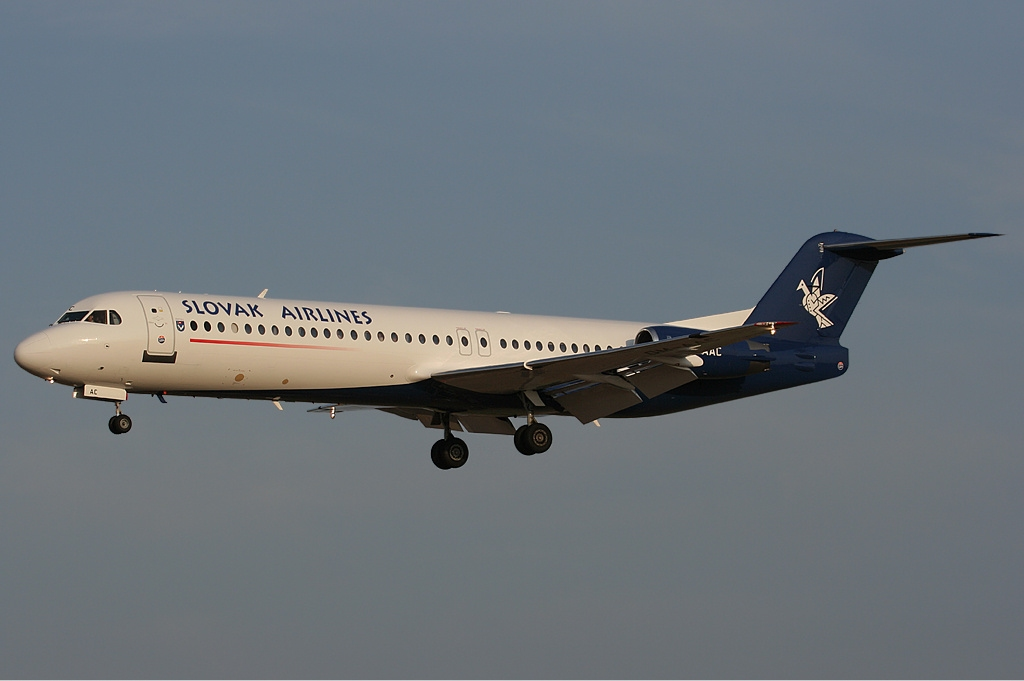
Fokker 100 (OM-AAC)

Seznam letadel, které měly ve flotile Slovenské aerolinie v letech 1998 - 2007:

### Tupolev Tu-154M-100
| Registrace | Jméno letadla | Sedadel (Business / Economy) | Doba provozu |
| ---------- | ------------- | ---------------------------- | ------------ |
| OM-AAA     | "Púchov"      | 147 (16/131)                 | 1998 - 2003  |
| OM-AAB     | "Gerlach"     | 157 (0/157)                  | 1998 - 2003  |
| OM-AAC     | "Detva"       | 157 (0/157)                  | 1998 - 2003  |

### Saab 340A
| Registrace | Jméno letadla | Sedadel (Business / Economy) | Doba provozu |
| ---------- | ------------- | ---------------------------- | ------------ |
| OM-BAA     | -             | 34 (0/34)                    | 1998 - 2000  |

### Boeing 737-300
| Registrace | Jméno letadla | Sedadel (Business / Economy) | Doba provozu |
| ---------- | ------------- | ---------------------------- | ------------ |
| OM-AAA     | -             | 148 (0/148)                  | 2004 - 2004  |
| OM-AAD     | "Košice"      | 148 (0/148)                  | 2002 - 2007  |
| OM-AAE     | -             | 148 (0/148)                  | 2005 - 2007  |

### Boeing 767-200ER
| Registrace | Jméno letadla | Sedadel (Business / Economy) | Doba provozu |
| ---------- | ------------- | ---------------------------- | ------------ |
| OM-NSH     | -             | 215 (12/203)                 | 2004 - 2005  |

### Fokker 100
| Registrace | Jméno letadla | Sedadel (Business / Economy) | Doba provozu |
| ---------- | ------------- | ---------------------------- | ------------ |
| OE-LVG     | -             | 105 (0/105)                  | 2005 - 2005  |
| OM-AAC     | "Nitra"       | 97 (12/85)                   | 2005 - 2007  |